# Johan Theophil Nathhorst
Johan Theophil Nathhorst (19. marts 1794 – 2. september 1862) var en svensk landøkonom, far til Hjalmar Nathorst.
Sin løbebane begyndte han i regeringskontorerne i Stockholm, men allerede 1817 forlod han statstjenesten, overtog sin fædrene ejendom Näs Sæteri i Småland og blev med liv og sjæl landmand. Han kastede sig særlig over fåreavlen og oprettede 1831 på sin ejendom en skole for fårehyrder. I 1841 overtog han ledelsen af Väderbrunn Landbrugsskole i Södermanland, samme år valgtes han til Landbrugsakademiets sekretær og var som sådan "jordbrukets främste målsman i landet". Han fratrådte sekretærstillingen 1861. Nissen var en alsidig interesseret mand, en udmærket foredragsholder og en livlig skribent, men "mere lysende end grundig vejledende". Han har skrevet en stor mængde afhandlinger og småskrifter (om fåreavl, landbrugsundervisning osv.).